# 下総吉田駅
下総吉田駅（しもうさよしだえき）は、千葉県香取郡吉田村（現：匝瑳市吉田）にあった成田鉄道多古線の駅（廃駅）である。多古線休止に伴い1944年（昭和19年）に休止、その後1946年（昭和21年）に正式に廃止。

## 歴史
- 1926年（大正15年）12月5日：成田鉄道多古線多古 - 八日市場間開通時に開業。
- 1944年（昭和19年）1月11日：多古線休止に伴い駅休止。
- 1946年（昭和21年）10月9日：多古線廃止に伴い廃駅。

## 現在の様子
現在は国道296号が通り、田園地帯が広がっている。

## 隣の駅
成田鉄道
多古線
多古駅 - 下総吉田駅 - 豊栄駅